# آلو آلخانوف
آلو آلخانوف (انگلیسی: Alu Alkhanov؛ زادهٔ ۲۰ ژانویهٔ ۱۹۵۷) سیاست‌مدار اهل کشور روسیه است.وی رئیس‌جمهور سابق چچن روسیه است.آلخانوف یک افسر پلیس حرفه‌ای است که در صفوف نیروهای مسلح روسیه در خلال جنگ اول چچن جنگیده است.